# Valle de Lerma
Valle de Lerma är en dal i Argentina.   Den ligger i provinsen Salta, i den norra delen av landet, 1 200 km nordväst om huvudstaden Buenos Aires.
Trakten runt Valle de Lerma består i huvudsak av gräsmarker. Trakten runt Valle de Lerma är nära nog obefolkad, med mindre än två invånare per kvadratkilometer.